# Napier Rapier
A Napier Rapier az első olyan, a Napier and Son vállalat által gyártott repülőgépmotor volt, amit Frank Halford tervezett. A típus nem volt a legsikeresebb a piacon, de egy eredményes együttműködés kezdete volt, ami a második világháború idején a kor egyik legerősebb repülőgépmotorjában, a Napier Sabre-ben csúcsosodott ki.

## Előzmények
A 20-as évek elején Frank Halford önálló (független) repülőgépmotor-tervező volt. A tervezési filozófiája az volt, hogy egy kis méretű, de nagy fordulatszámú (gyorsan járó) motor lehet olyan teljesítményű, mint egy jóval nagyobb lökettérfogatú, de alacsonyabb fordulatszámú repülőgépmotor, azonban a kisebb tömeg és homlokfelület miatt az üzemeltetése kedvezőbb.
Halford megtervezett egy új repülőgépmotort, és azt több vállalatnak is felkínálta. Az egyik brit minisztériumnak tudomása volt arról, hogy a Napier and Son vállalatnál éppen egy új motort akartak kifejleszteni. Így Halfordot a Napierhez irányították.
Halfordot 1928-ban felvették a vállalathoz, ahol ő azonnal nekilátott egy új motor tervezésének.

## A Napier Rapier jellemzői
Az új motor egy H hengerelrendezésű, 16 hengeres, léghűtéses motor lett. A hengerek furata  és lökethossza is 88,9 mm lett. A 16 henger összesített lökettérfogata 8,83 liter lett.
Tengerszinten a típus csúcsteljesítménye 350 lóerő lett, amit 3900/perc fordulatszámon adott le. A Rapier I hossza 1,37 méter, tömege 281 kilogramm lett.

## Alkalmazás
A típussal először 1929. július 11-én repültek. A 100 repült órát 1932-re érték el.
A Rapier több verzióját is kifejlesztették az évek alatt, amelyek többek között abban tértek el, hogy a feltöltőrendszerűket különböző magasságra állították be.
A típus legsikeresebb alkalmazása a Fairey Seafox felderítő-repülőgép lett.

## Problémák
A típussal az volt talán legsúlyosabb probléma, hogy mivel léghűtéses volt, ezért a repülőtereken, földön járatva a motort túlmelegedett.
1936-ra a Napiernál az erőforrások túl szűkösnek bizonyultak ahhoz, hogy a típust tovább fejlesszék, így abban az évben leálltak a fejlesztésével.